# Isla de Walpole
La Isla de Walpole (en francés: Île de Walpole) es una pequeña y deshabitada isla francesa, ubicada a 180 km al este de Nueva Caledonia en el Pacífico Sur. Aunque es geográficamente parte de las Islas de la Lealtad (Îles Loyauté), administrativamente pertenece al municipio de Isla de Los Pinos (Île des Pins) de Nueva Caledonia.

## Historia
El capitán británico Butler descubrió la isla en 1794 y la llamó así por su buque Walpole.
La isla ha estado habitada en el pasado, pero en los tiempos modernos es solo visitada por misiones científicas de investigación, básicamente naturalistas.
De 1910 a 1936, la explotación de guano se realizó con más de cien hombres. Durante la Segunda Guerra Mundial, fue un puesto avanzado de la Francia Libre de las Fuerzas Navales (FNFL), considerados "en riesgo", ya que se encuentra en aguas frecuentadas regularmente por los submarinos de la Armada Imperial Japonesa. Walpole se utilizó también durante el conflicto y por algunos años más después de 1945, ya que fue el lugar de detención de los principales partidarios del régimen francés pro-nazi de Vichy en Nueva Caledonia.

## Geografía
Siendo la isla más oriental del arco de las Islas de la Lealtad, Walpole se encuentra a 180 km al este de Nueva Caledonia (168 ° 57 'E, 22 ° 36' S). Posee 4 km de longitud norte-sur, y un ancho de entre 0,5 y 1 km. Su superficie es de aproximadamente 200 hectáreas (2,0 km²).
Walpole es una isla de coral de origen volcánico. Durante los ciclos de la última glaciación, la isla quedó sumergida y se levantó varias veces, su creación fue producto de una nivelación de coral. La isla está rodeada por acantilados y por los agujeros de la erosión. En la costa oriental es una pequeña llanura. No hay fuente de agua continental.